# 기능성 올리고당
기능성 올리고당(functional oligosaccharides)은 단당류가 3~10개 연결된 형태의 올리고당 중 소화 효소에 의해 분해되지 않고 식이섬유와 유사하게 작용하여 대장으로 내려가 장내 유익균의 영양원이 되어 대장 환경을 개선하는 데 도움을 주는 기능성을 나타내는 성분을 의미한다. 프리바이오틱스의 일종이다. 주요 기능은 장내 환경 개선이지만 이외에도 대장암 예방, 게실염 예방, 변비 개선 등이 알려져 있으며 설탕과 비슷한 단맛을 내지만 단맛의 정도가 덜하고 부드러워 설탕의 대체 감미료로 각광받고 있다. 그러나 과량 섭취시 더부룩함, 가스 참, 복통, 설사 등의 증세를 유발할 수 있으므로 적당량 섭취하도록 주의해야 한다.

## 종류
- 프락토올리고당(fructo-oligosaccharide, FOS)
- 이소말토올리고당(isomalto-oligosaccharide, IMO)
- 갈락토올리고당(galacto-oligosaccharide, GOS)
- 자일로올리고당(xylo-oligosaccharide, XOS)
- 키토올리고당(chito-oligosaccharide)
- 셀로올리고당 (cello-oligosaccharide)
- 대두올리고당(soy oligosaccharide)
  - 스타키오스(stachyose) - 4당류
  - 라피노스(raffinose) - 3당류
- 기타

## 같이 보기
- 프로바이오틱스

## 참고 문헌
1. ↑  이형주 외, <<기능성식품학>>, 수학사, 2011, 263-268쪽.